# Basilika St. Antonius (Dornahalli)

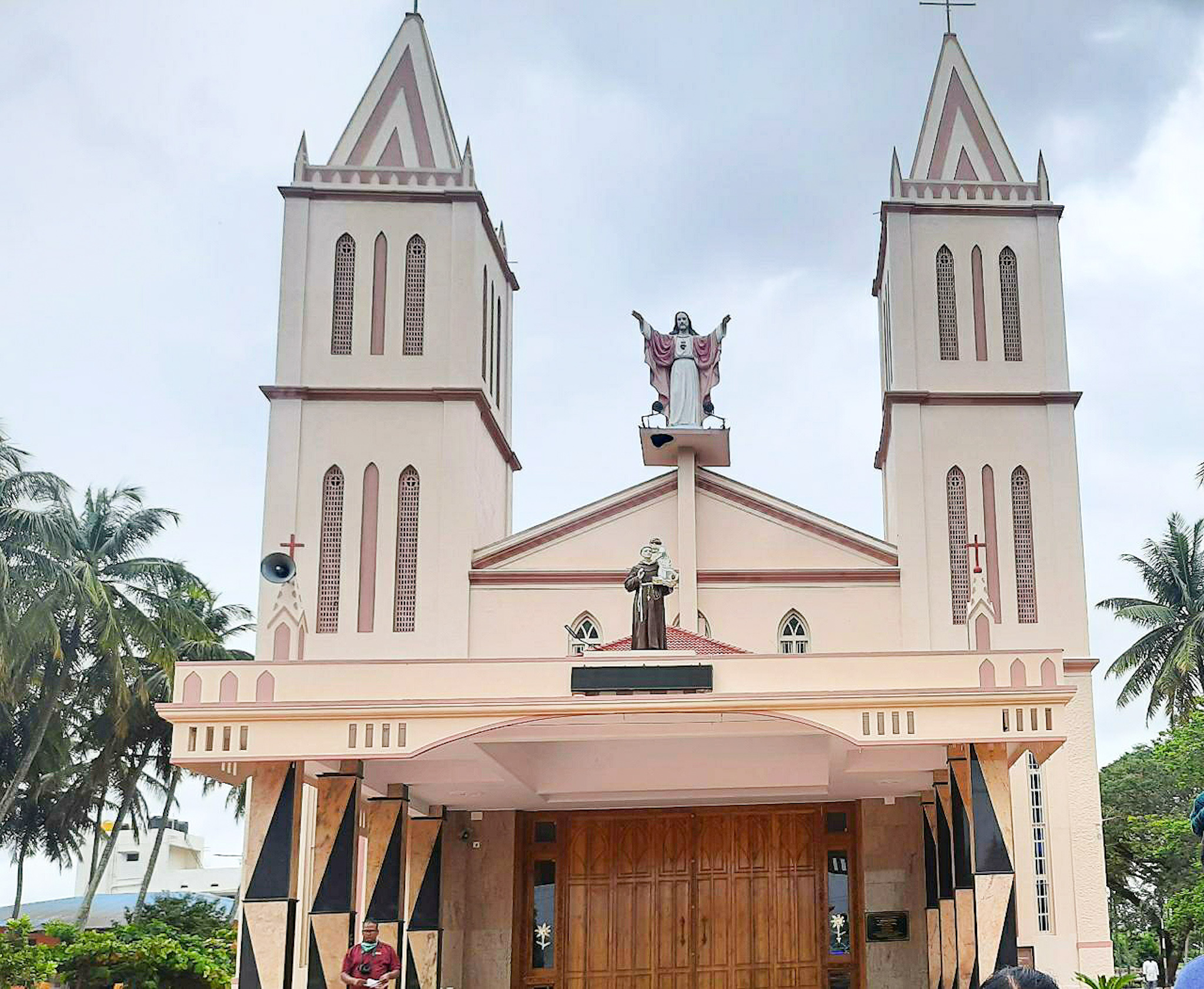
Basilika St. Antonius

Die Basilika St. Antonius (englisch St. Anthony’s Basilica, Kannada ಸಂತ ಅಂತೋಣಿ ಬೆಸಿಲಿಕಾ) ist eine römisch-katholische Kirche in Dornahalli im südindischen Bundesstaat Karnataka. Das Heiligtum des Bistums Mysore ist Antonius von Padua gewidmet.

## Geschichte
Nach der Überlieferung fand ein Bauer vor etwa 200 Jahren beim Pflügen seines Feldes in Dornahalli eine Holzstatue des heiligen Antonius von Padua. Der Bauer baute ein kleines Gotteshaus zu Ehren des Heiligen. Eine große Kirche wurde Mitte des 19. Jahrhunderts und eine weitere 1920 an diesem Ort errichtet.
Als sich diese Kirche in einem baufälligen Zustand befand, wurde sie 1969 abgerissen und neu aufgebaut. Die Doppelturmfassade der Kirche von 1920 wurde jedoch renoviert und beibehalten. Die dreischiffige Basilika hat den Grundriss eines Antoniuskreuzes mit einer Kuppel über dem erhöhten Altarraum. Der schlichte Bau mit flachen Decken beherbergt auch eine kleine Reliquie des heiligen Antonius, die aus Italien mitgebracht wurde.
Papst Franziskus verlieh dem Heiligtum nach Beschluss vom 17. Oktober 2019 den Titel einer Basilica minor. 2020 wurden die gemauerten Türme renoviert.